# Университет Теннесси
Университет Теннесси (также известный, как Университет штата Теннесси, Ноксвилл, УТ Ноксвилл, УТ, или УТК) — общественный университет в Ноксвилле, штат Теннесси, США. Основан в 1794 году, за два года до того, как Теннесси стал 16-м штатом США. Занимает 101 позицию среди всех национальных университетов и 46 среди государственных учреждений высшего образования в рейтинге вузов 2012 года, составленным U.S. News & World Report. Университет является флагманским учебным заведением «Системы университета Теннеси», в которую помимо него входит еще 20 колледжей. В университете обучается более 27 000 студентов. Семь выпускников были выбраны в качестве стипендиатов Родса. Выпускник университета Теннесси, Джеймс Макгилл Бьюкенен-младший в 1986 году получил Нобелевскую премию по экономике. При университете функционирует национальная лаборатория Оук-Ридж.
На территории университета находится дендрарий, занимающий площадь 10 км2.
Университет Теннесси является одним из старейших государственных университетов в США и самым старым светским учреждением к западу от Восточного континентального водораздела.

## История

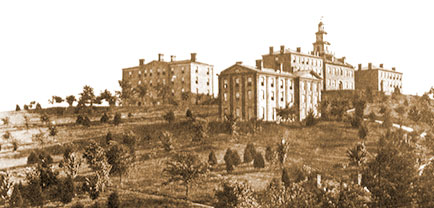
Университет Теннесси на Холме Барбары в XIX веке

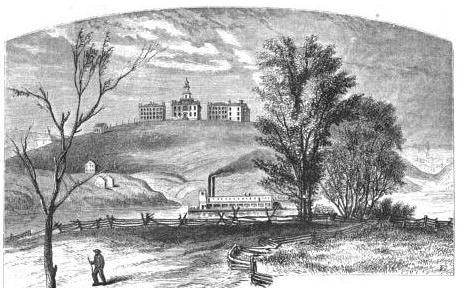
Университет Теннесси, рисунок 1874 года

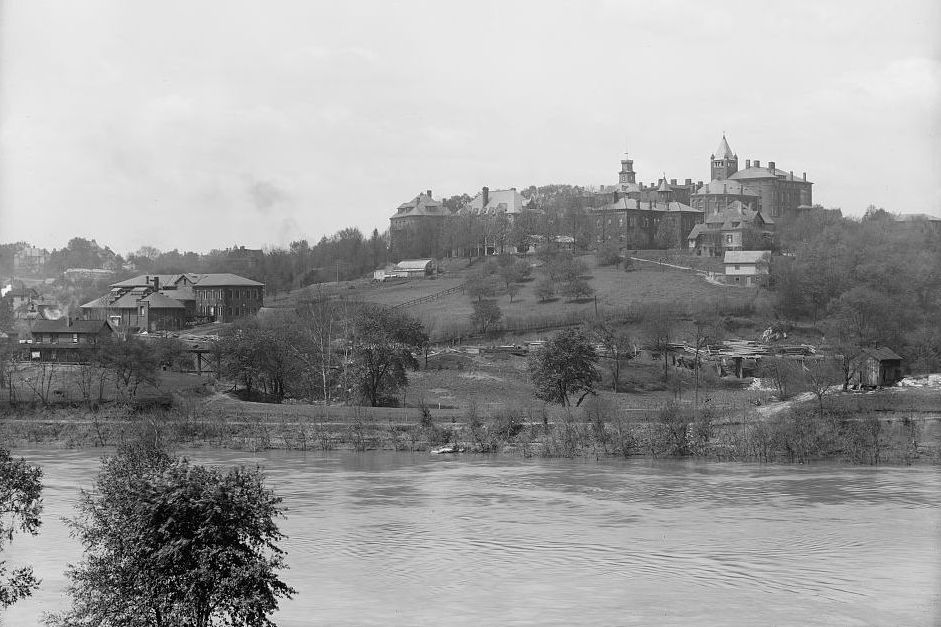
Университет Теннесси в 1903 году

### Ранние годы
Университет был создан 10 сентября 1794 года, за два года до присоединения Юго-Западных территорий к США, в качестве 16 штата Теннесси. В те годы, учебное заведение называлось Блаунт Колледж, в честь губернатора юго-западных территорий, Уильяма Блаунта. Новый светский мужской колледж в течение 13 лет страдал от маленького количества студентов и нехватки преподавательского состава, и в 1807 году был переименован в Южно-Теннесийский колледж. Когда президент колледжа Сэмюэль Кэррик умер в 1809 году, учебное заведение временно закрылось до 1820 года. Томас Джефферсон рекомендовал колледжу оставить единственное здание, находящееся в городе, и найти подходящее место, на котором можно расширяться. В 1828 году колледж переехал на «холм Барбары», и в 1840 году был переименован в Южно-Теннессийский университет.

### Гражданская война
В ходе гражданской войны, университет Теннесси был оплотом симпатизирующих Союзу. По мере приближения военных конфликтов между Союзом и Конфедерацией, университет закрылся, и его главное здание использовалось как госпиталь в ходе Осады Ноксвилла. Здания университета сильно пострадали в ходе сражения при Форт-Сандерсе.
После присоединении Теннесси к Союзу, университет получил нынешнее название Университет Теннесси в 1879 году.

### Вторая мировая война
Во время Второй мировой войны, Университет Теннесси, наряду с другими 131 колледжем и университетом, принимал участие в программе военно-морского флота V-12, по подготовке военнослужащих.

### Движение за права человека
Первые чернокожие студенты были допущены на юридические специальности в 1952 году. Первая степень магистра была получена афроамериканским студентом в 1954 году, а первая степень доктора философии в 1956 году. В 1964 году появился первый чёрный преподаватель.
По сравнению с другими университетами южных штатов, интеграция в Университете Теннесси шла достаточно мирно. Чернокожие студенты испытывали больше проблем с посещением общественных мест вне территории кампуса, чем с посещением занятий. Но несмотря на это, чёрный адвокат Рита Сандерс Гиер в 1868 году подала в суд на штат Теннессии в связи с тем, что университет Теннесси собирался открывать дополнительный кампус в Нашвилле. По мнении Гиер, это вызовет уменьшение финансирования Университета штата Теннесси, исторически чёрного вуза. Этот иск оставался неудовлетворённым до 2001 года. Кампус в Нашвилле просуществовал до 1979 года и был объединён с Университетом штата Теннесси.

## Организация

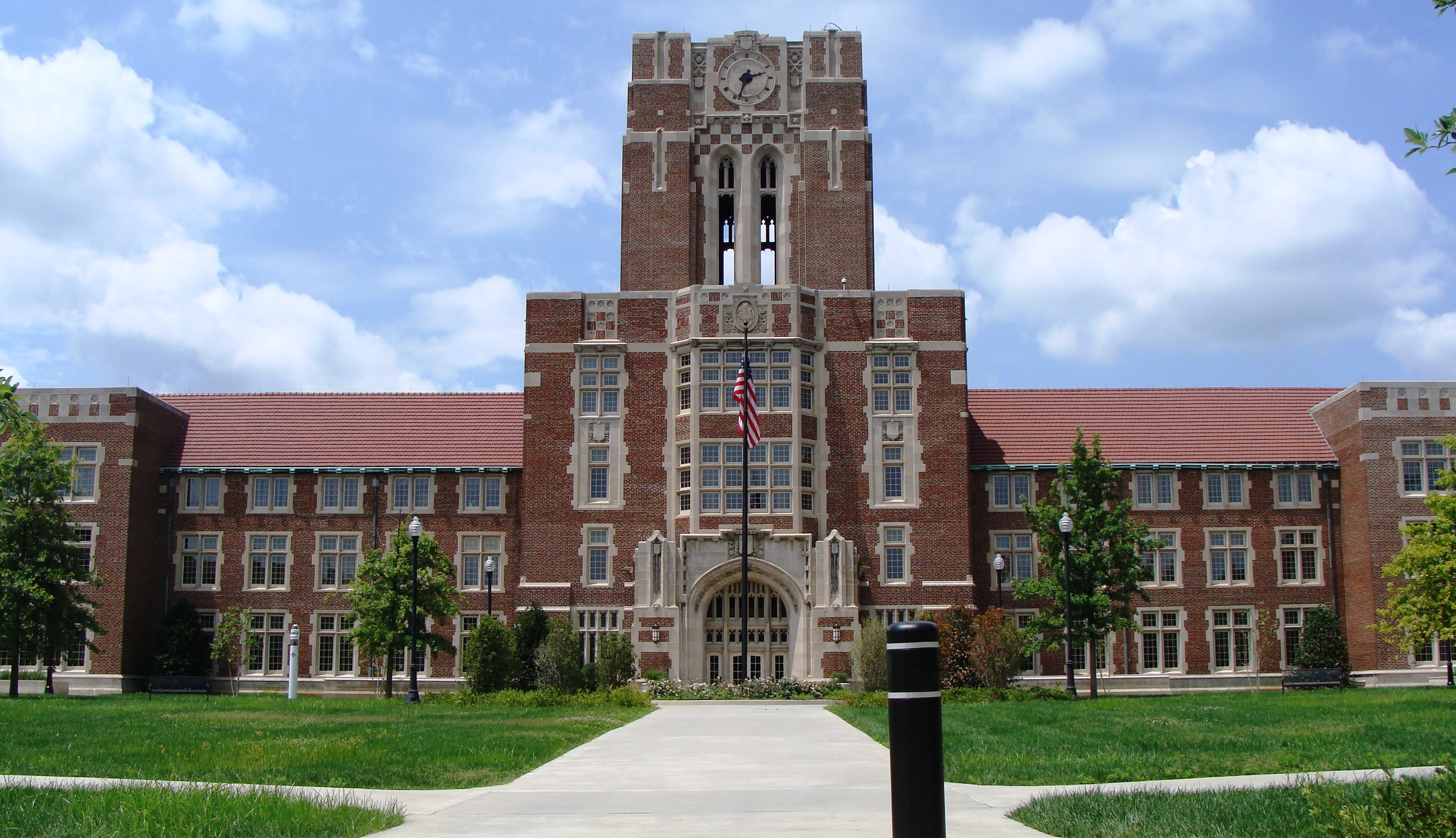
Айерс Холл, главное здание университета (2009 год)

### Администрация
Университет Теннесси — это главный кампус системы Университета Теннесси, управляемой советом директоров из 26 членов, назначаемых губернатором. Кампусом руководит канцлер, выполняющий обязанности исполнительного директора. Канцлер подчиняется президенту (ректору) системы университета, и избирается ежегодно советом директоров по рекомендации президента. С 1 февраля 2009 года должность канцлера занимает Джимми Крик, должность президента с 1 января 2011 года занимает Джозеф А. ДиПетро. Должность провоста (проректора) занимает Сьюзан Д. Мартин.
За безопасность в кампусе отвечает полицейский департамент университета.

### Бюджет
Университет Теннесси
- Исследовательский бюджет (доллары, 2004):
  - Главный кампус: 109 525 996
  - Институт сельского хозяйства: 26 987 367
  - Экспериментальная станция: 9 262 186
  - Расширение: 14 000 673
  - Ветеринарная медицина: 3 724 508
  - Институт общественных наук: 5 882 079
  - Космический институт: 2 552 297
  - Всего: 307,9 миллиона (2006)

- Общий бюджет: 1,4 миллиарда (2006)